# Cavendishia lindauiana
Cavendishia lindauiana är en ljungväxtart som beskrevs av Johann Moritz David Herold. Cavendishia lindauiana ingår i släktet Cavendishia och familjen ljungväxter. Inga underarter finns listade i Catalogue of Life.